# Бялобжегі-Кольонія
Бялобжегі-Кольонія (пол. Białobrzegi-Kolonia) — село в Польщі, у гміні Коцьк Любартівського повіту Люблінського воєводства.
Населення — 178 осіб (2011).
У 1975-1998 роках село належало до Люблінського воєводства.

## Демографія
Демографічна структура станом на 31 березня 2011 року:
|          | Загалом | Допрацездатний вік | Працездатний вік | Постпрацездатний вік |
| -------- | ------- | ------------------ | ---------------- | -------------------- |
| Чоловіки | 90      | 14                 | 68               | 8                    |
| Жінки    | 88      | 14                 | 46               | 28                   |
| Разом    | 178     | 28                 | 114              | 36                   |